# Технічна проблема
Технічна проблема – відображення ситуації, яка виникає у процесі вивчення співвідношення між технічною потребою і наявними технічними можливостями. Тобтоце накопичена негативна техніко-економічна ситуація, котра склалася у визначеній галузі та гальмує її розвиток. В основі проблеми є протиріччя між метою й умовами її досягнення.
Технічні проблеми викликають появу технічних задач.